# Roger Bundschuh
Roger Bundschuh (* 1968 in Paris) ist ein deutscher Architekt.

## Leben und Werk

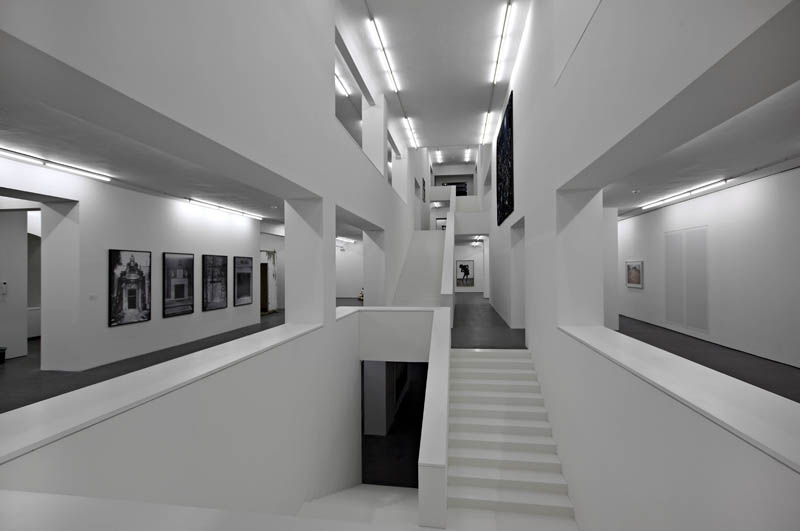
Sammlung Falckenberg, Hamburg-Harburg

Nach seiner Geburt in Paris wuchs Bundschuh in Bangalore (Indien) und Charleston, South Carolina, auf. Er besuchte dort die Porter-Gaud-School, wo er eine Jahrgangsstufe unter Stephen Colbert und eine Jahrgangsstufe über Shepard Fairey war. Er absolvierte ein Studium der Architektur und Stadtplanung an der Universität Stuttgart, das er 1993 mit dem Diplom abschloss. Nach dem Studium wirkte er von 1996 bis 1998 als Leiter der Architekturabteilung bei Weidleplan Consulting, wo er u. a. die Renovierung der U-Bahnhofe Friedrichstraße, Zinnowitzer Straße verantwortete.

Erste öffentliche Anerkennung waren die Teilnahme an der Ausstellung „To the People of the city of Frankfurt“ im Frankfurter Kunstverein und die damit verbundene Umgestaltung des Erdgeschosses. 2001 folgte die Fertigstellung des 3 Bauteils der Dussmann-Firmenzentrale in der Berliner Friedrichstraße, sowie die Räume der Kunstsammlung Falckenberg in den Phoenix-Hallen in Hamburg-Harburg. Die Sammlung Falckenberg wurde von Bundschuh im Jahr 2010 in einem Nebengebäude neu gestaltet, sie ist jetzt Bestandteil der Deichtorhallen Hamburg. Weitere Bürogebäude entstanden in Frankfurt am Main in der Mainzer Landstraße 51 und 33, sowie (in Zusammenarbeit mit Jo.Franzke und Magnus Kaminiarz) der Neubau der Unternehmenszentrale E+Y in Eschborn.

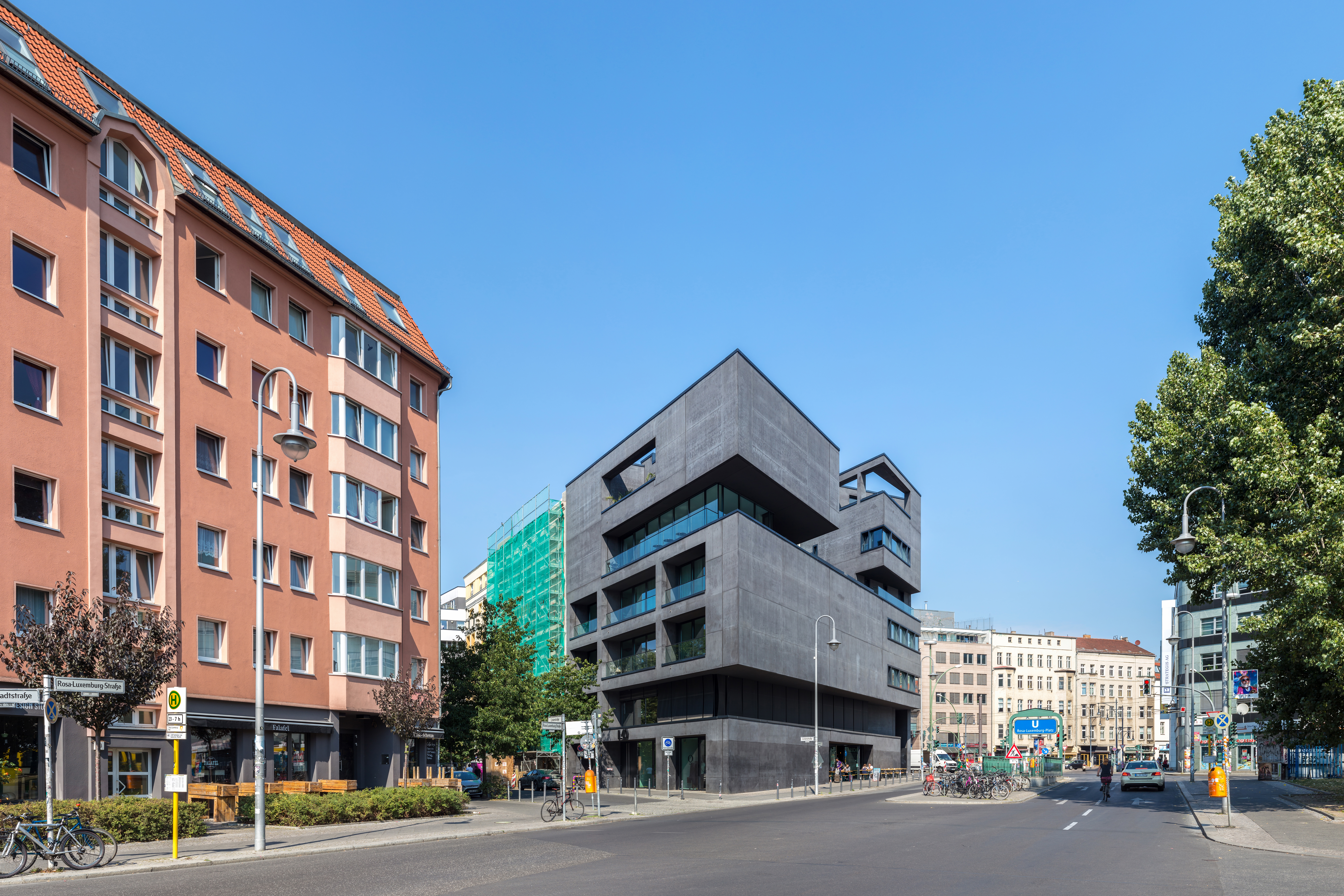
L40, Berlin

Ein Schwerpunkt der architektonischen und städtebaulichen Arbeit Bundschuhs ist seit 2005 die Revitalisierung des Rosa-Luxemburg-Platzes in Berlin-Mitte. Mit Cosima von Bonin und Philipp Baumhauer realisierte er 2008 das L40, das im Rahmen der behutsamen Stadterneuerung einen viel diskutierten Beitrag zur Entwicklung der Berliner Traufhöhe und der Nachverdichtung in den seit dem 2. Weltkrieg und der Zeit der DDR brach liegenden innerstädtischen Quartieren leistete. Ebenfalls am Rosa-Luxemburg-Platz entstand 2020 das Suhrkamp-Ensemble, in dem der Verlagssitz des Suhrkamp Verlags sowie Wohnungen und Einzelhandel untergebracht sind. Beide Projekte sind aus der städtebaulichen Idee der Heterarchie entstanden, in der der öffentliche Raum als Kontinuum verstanden wird und eine Unterscheidung des öffentlichen und des privaten Raums zugunsten eines nicht-hierarchischen Systems aufgegeben wird. Die architektonische Haltung Bundschuhs unterscheidet sich insofern klar von den Zielen des ehemaligen Stadtbaudirektors Hans Stimman, dies ist insbesondere in der Absenkung der Traufkante im Projekt L40, der Öffnung des Blockrandes im Projekt Michaelkirchstrasse sowie der Ausbildung des Stadtplatzes im Projekt Suhrkamp lesbar.
Ein weiterer Beitrag Bundschuhs zur Öffnung der Berliner Blockrandbebauung ist das Projekt Michaelkirchstraße 12. Angelehnt an die Typologie des französischen „Hotel particulier“ wird das bürgerliche und städtische Wohnen in einen vertikalen Kontext übersetzt, gleichzeitig wird der durchgehende Blockrand zugunsten zweier Einzelbaukörper aufgelöst. Das Projekt entstand für den Sammler Rolf Ricke.
Bundschuh arbeitet international an Projekten im Städtebau, Büro- und Museumsprojekten (China) sowie Wohngebäuden in Neuseeland und Neufundland. Bundschuh arbeitet als Ausstellungsarchitekt und Szenograph. Namhafte Ausstellungen und Inszenierungen sind z. B. die Messe ArtForum 2008 und 2009, die Ausstellung „Wunder“ in den Deichtorhallen Hamburg, die Ausstellung „Scham“ im Deutschen Hygienemuseum Dresden, „The Future of Memory“ in der Kunsthalle Wien sowie „Survival in the 21st Century“ in den Deichtorhallen.
Bundschuh berät mit seinem Büro Museen und Ausstellungshäuser in der Nutzerbedarfsplanung. Er kooperiert mit einer Reihe zeitgenössischer Künstler, Arbeiten entstanden u. a zusammen mit Cosima von Bonin, Isa Genzken (Deutscher Pavillon Biennale Venedig 2007 als Ausstellungsarchitekt) und Michael Beutler.

## Sonstige Tätigkeiten
Bundschuh unterrichtet seit 2013 als Lehrbeauftragter und Gastprofessor an der Dessau International Graduate School. Er ist Gast an nationalen und internationalen Hochschulen und Mitglied in diversen Stiftungs- und Aufsichtsräten, u. a. der Ursula-Blickle-Stiftung in Kraichtal und Wien.